# Ellen Bosenius
Ellen Bosenius (* 11. Januar 1915 in Köln; † 26. Juni 1995 ebenda) war eine bekannte Kölner Sängerin und lehrte von 1946 bis 1980 als Hochschulprofessorin für Gesang an der Hochschule für Musik und Tanz Köln.

## Künstlerischer Werdegang
Als Tochter musikbegeisterter Eltern kam sie bereits früh mit Musik in Kontakt. Mit acht Jahren begann sie mit dem Klavierunterricht an der K. H. Schroers-Musikschule in Köln-Mülheim, an der sie später auch Vom-Blatt- und Partiturspiel erlernte.
Nach ihrer Schulzeit am Ursulinen-Lyzeum in den Jahren 1921 bis 1927 legte sie 1934 ihr Abitur an einem humanistischen Gymnasium ab. Den Abschluss absolvierte sie als Beste ihres Jahrgangs und begann noch im gleichen Jahr an der Kölner Musikhochschule ihr Gesangsstudium bei Maria Philippi (1875–1944). In der Gesangstradition des 19. Jahrhunderts vermittelte die Oratoriensängerin Professor Philippi, eine Schülerin von Julius Stockhausen und Johannes Messchaert, Ellen Bosenius „nicht nur die technischen Geheimnisse der Gesangskunst, sondern auch ihren Glauben an das Heilige in der Kunst.“
Parallel zu ihrer stimmlichen Ausbildung wuchs Ellen Bosenius‘ Interesse am Theater und sie begann Schauspielunterricht bei Ella Baumbach zu nehmen. Zudem betrieb sie theaterwissenschaftliche Studien bei Carl Niessen (1890–1969), der von 1938 bis 1959 an der Universität zu Köln Theaterwissenschaften lehrte. (Niessen prägte den Begriff Thingsspiel zur Begründung des völkischen Theaters während des Dritten Reichs und begründete das heute in Köln-Wahn ansässige Theatermuseum.)
Diesen Interessen weiter folgend, bestand Ellen Bosenius 1936 die Reifeprüfung als Schauspielerin und legte anschließend im Jahr 1938 ihr Konzertexamen Gesang ab, nachdem sie vertiefte Gesangsstudien bei Adelheid Wollgarten und Clemens Glettenberg betrieb und verschiedene Meisterkurse in Italien belegte.
Derart vorbereitet gelang Ellen Bosenius trotz des Krieges im Zeitraum von 1939 bis 1944 eine rege Konzerttätigkeit und sie gestaltete mehrere Oratorien und Liederabende, bis sie nach Kriegsende ein Engagement als lyrischer Sopran an der städtischen Oper in Essen annahm. Dort gestaltete sie besonders Inszenierungen zeitgenössischen Musiktheaters mit (Honegger, Hindemith, Martin, Krenek). Darüber hinaus errang Ellen Bosenius bei Gastspielen sowohl im In- als auch im Ausland u. a. als Susanna und Pamina Erfolge auf der Opernbühne. Sie zählte zu ihren Lieblingsrollen auch die Melisande in Debussys „Pelleas“, sowie die Isolde in Frank Martins „Zaubertrank“, die sie kurz nach der Salzburger Erstinszenierung 1948, bei der deutschen Premiere in Essen und in Köln aufführte.

## Pädagogische Tätigkeit
1946 wurde Ellen Bosenius mit 31 Jahren von Walter Braunfels (1882–1954) zur Professorin für Gesangspädagogik an der Kölner Hochschule für Musik und Tanz berufen. Braunsfeld, der bereits zu Beginn der nationalsozialistischen Diktatur aufgrund seiner jüdischen Abstammung seines Amtes enthoben wurde, erhielt nach seiner Wiederernennung zum Direktor der Hochschule vom damaligen Oberbürgermeister Kölns Konrad Adenauer die Aufgabe, die Musikhochschularbeit erneut ins Leben zu rufen. Ellen Bosenius formte in den ersten Jahren nach dem Krieg trotz des Ausmaßes der Zerstörung maßgeblich die Kölner Gesangsausbildung mit, indem sie ihr Wissen und ihre Erfahrung in der zeitgenössischen Musik einbrachte und an ihre Studierenden weitergab. Diesen fühlte sie sich sehr verbunden und setzte sich auch für Auslandskontakte und Stipendien ein.
Einer der bekanntesten Schüler von Ellen Bosenius war seit 1956 der Bariton William Pearson, der nach abgeschlossenem Studium in Amerika als Stipendiat der Fulbright-Stiftung an die Musikhochschule in Köln kam. Mit diesem weltweit bekannten Interpreten der Werke von Hans Werner Henze und anderen zeitgenössischen Komponisten hegte sie auch nach Abschluss seines Studiums einen regen Kontakt und Briefwechsel.
In einem Brief an William Pearson schreibt sie am 10. April 1964 nach dem Tod ihres Ehemanns: „Danke dir und euch allen für eure Liebe! Ich habe so viel Glück in den Jahren mit meinem Mann genossen, sein Tod war – soweit man das mit seinen menschlichen Sinnen verfolgen kann – ein leichter Tod. Was mehr können wir beide wünschen!“.
Sowohl ihre Studierenden als auch einige Komponisten wie z. B. Frank Martin (1880–1974) zogen Ellen Bosenius in sängerischen Fragen zurate. Martin lehrte ebenfalls von 1950 bis 1957 an der Kölner Hochschule und lebte zeitweise sogar als Gast im „Arnoldshof“, dem Haus von Ellen Bosenius in Bocklemünd. In diese Zeit fielen auch die Entstehung und Planung von Martins Oper „Der Sturm“. Im „Arnoldshof“, so heißt es in Bosenius' Beitrag im Bulletin der Societé Frank Martin (Nr. 3, September 1982), „spielte er die neu entstandenen Szenen, er sprach auch mit mir über Fragen der Stimme, der Vokalisation, des Bühnenfaches“.
In den 1960er Jahren beendete Ellen Bosenius ihre sängerische Tätigkeit. Ihre Arbeit als Gesangspädagogin und Jurorin bei internationalen Gesangswettbewerben, wie dem Grand Concours International (Prix de la Reine Elisabeth) in Verviers und dem Cours international de Chant in Brüssel, sowie als Gutachterin für die Künstlerauswahl des Deutschen Akademischen Austauschdienstes, für den Richard-Wagner-Verband und das Festival des jeunes artistes in Bordeaux, führte sie jedoch fort.
Sie lehrte vier Jahrzehnte mit großem Engagement und seriöser Ernsthaftigkeit für das Fach. Im Fokus ihrer Arbeit mit den Studierenden stand stets eine Vorstellung vom Gesang als die schöne Kunst des Individualklangs.
Einige von Ellen Bosenius' Gesangsstudierenden haben internationalen Rang erwerben können. Unter ihnen befinden sich neben William Pearson auch Edda Moser, Ursula Reinhard-Kiss, Günther Massenkeil, Udo Holdorf, Kurt Moll, Helen Donath, Ingeborg Most und Raimund Gilvan.
Ellen Bosenius verstarb nach kurzer Krankheit am 26. Juni 1995 im Alter von 80 Jahren in Köln.